# Lotta & die alten Eisen
Lotta & die alten Eisen ist ein deutscher Fernsehfilm von Edzard Onneken aus dem Jahr 2010. Es handelt sich um den Pilotfilm der ZDF-Filmreihe Lotta mit Josefine Preuß in der Titelrolle. Die Fernsehreihe basiert auf dem Buch Die letzten Dinge von Annegret Held. In tragenden Rollen sind Barbara Auer, Heidy Forster, Lissy Tempelhof, Peter Gavajda, Dagmar von Thomas, Friedrich Schoenfelder, Jockel Tschiersch, Karim Chérif, Bernhard Piesk und Frank Röth besetzt.

## Handlung
Charlotte „Lotta“ Brinkhammer, eine lebensfrohe, impulsive, junge Frau Mitte 20, ist bislang noch nicht recht erwachsen geworden und steht ohne Ausbildung da, was ihren bodenständigen Vater sehr stört. Während Lotta im Bus unterwegs ist, steht plötzlich eine alte Dame auf der Straße, sodass der Busfahrer abrupt bremsen muss. Lotta, die nicht ganz unfreiwillig von dem Fahrer aus dem Bus geworfen worden ist, begleitet Evelin Wissmar zurück in die Seniorenresidenz „Haus Abendrot“, wo die Pflegedienstleiterin Rosalinde Frau Wissmar in Empfang nimmt.
Lotta, die gerade aus Schottland zurückgekehrt ist, platzt zuhause in eine Beerdigungsfeier hinein. Ihr Vater Meinolf und ihr Bruder Sebastian „Basti“ Brinkhammer zeigen sich überrascht von Lottas Erscheinen. Als Lotta erklärt, sie wisse nun, was sie wolle, nämlich Schauspielerin werden, setzt ihr ihr Vater ein Ultimatum, ihm erst einmal nachzuweisen, dass sie ein Praktikum durchstehen könne, und droht ihr gleichzeitig an, die finanzielle Unterstützung einzustellen, auf die Lotta bisher immer zählen konnte. So beschließt die junge Frau ein Praktikum als Pflegerin im örtlichen Seniorenheim zu absolvieren, das ihr am Morgen dieses Tages quasi angetragen wurde.
Gleich an ihrem ersten Tag erlebt Lotta so allerhand im Heim. Sie wird von Gregor Kurtacker, der an einer Schädellappenverletzung leidet, sexuell belästigt und mit einer vollen Kaffeetasse beworfen, muss erkennen, dass die Eheleute Schlegel, obwohl sie sich dauernd streiten, tief miteinander verbunden sind, Feueralarm wird ausgelöst, obwohl es gar nicht brennt und auch sonst kommt Lotta die Seniorenresidenz wie ein Tollhaus vor. Zuhause glauben Vater und Bruder, dass sie wieder einmal alles hinschmeißen werde, was Lotta aber um keinen Preis möchte. Als Evelin Wissmar, die Personalchefin in einem Hotel war, meint, sie glaube an Lotta, entgegnet diese, in sechs Wochen sei sie sowieso wieder weg.
Vorerst aber geschieht noch so einiges, das Ehepaar Schlegel gibt sich erneut das Jawort, Gregor Kurtacker, der sich noch zu jung für ein Altenheim, aber zu alt und zu gehandicapt für ein Leben draußen fühlt, versucht sich in seiner Verbitterung umzubringen, indem er sich mit seinem Rollstuhl eine Treppe hinunterstürzt. Er überlebt ohne größere Verletzungen. Lotta unternimmt mit Frau Wissmar, zu der sie eine besondere Bindung aufgebaut hat, einen Ausflug in deren Vergangenheit und macht die alte Dame sehr glücklich. Sie hat nur noch ihre Nichte Agnes Kreuzer, der es mehr um das Erbe, als um ihre Tante geht. Nur wenige Tage nach diesem Ausflug schließt Rosalinde Wissmar ihre Augen für immer, was Lotta sehr nahegeht.
Lotta entschließt sich, nicht wie angedacht mit Nils, einem Kollegen aus dem Altenheim, der seine Zukunft in den Vereinigten Staaten plant, und der sich ernsthaft in Lotta verliebt hat, zu gehen, sondern ihr Praktikum zu beenden. Schwester Rosalinde sagt ihr durch die Blume, dass sie mit Lotta sehr zufrieden ist.

## Produktionsnotizen
Lotta & die alten Eisen wurde vom 21. Juli bis zum 19. August 2009 unter dem Arbeitstitel Die letzten Dinge an Schauplätzen in Berlin und Umgebung gedreht. Produziert wurde der Film von der Novafilm Fernsehproduktion. Die Redaktion des Films lag bei Alexander Bickel. Der Fernsehproduktion stand ein Budget von geschätzt einer Million Euro zur Verfügung.
Im Soundtrack des Films sind unter anderem folgende Titel zu hören:
- Silent Sigh von und mit Badly Drawn Boy
- Right as Rain von Adele Adkins, Clay Holley, Leon Michels, Nick Movshon und Jeff Silverman – Vortrag: Adele

## Rezeption

### Veröffentlichung, Einschaltquote
Der Film wurde bei seiner Erstausstrahlung am 20. Januar 2010 von 5,35 Millionen Zuschauern gesehen. Dies entspricht einem Gesamtmarktanteil von 15,4 Prozent.
Studio Hamburg Enterprises gab die beiden ersten Filme der Reihe am 11. Mai 2012 auf DVD heraus.

### Kritik
Für die Kritiker der Fernsehzeitschrift TV Spielfilm war es ein „lockerflockiger Film über ernste Themen“. Zwar mache Autor Stefan Rogall „manchmal ein bisschen zu sehr auf lustig, mit Tempo und politisch unkorrektem Humor meide der TV-Film aber auch jeden Betroffenheitskitsch“. Der Daumen zeigte nach oben, für Humor, Anspruch und Spannung gab es je einen von drei möglichen Punkten.
Rainer Tittelbach von tittelbach.tv gab dem Film vier von sechs möglichen Sternen und fasste zusammen: „Autor Stefan Rogall packte die Selbstfindungsgeschichte einer flippigen jungen Frau, die sich von ihren Erfahrungen mit Krankheit und Tod eines Besseren belehren lässt, ins Gewand einer Wohlfühltragikomödie. Nach Start-Problemen kommt der Film in die richtige Spur.“ […] „Die Dramaturgie“ stelle „wenig Ansprüche. Die Geschichte“ bediene „zunächst das Klischee von den oberflächlichenn Teenagern, um dann im Gegenzug das Klischee von der Läuterung im Handumdrehen aus der Kiste zu holen“. Dennoch sei es „bemerkenswert, wie es in ‚Lotta & die alten Eisen‘ geling[e], den Spaßfaktor um ein quicklebendiges, selbstbezogenes Girlie mit den ‚schweren‘ Themen Krankheit, Alter, Tod in Einklang zu bringen. Was anfangs einen Tick zu oberlustig & oberflächlich [gerate], komm[e] mit der Wandlung der Titelfigur in die richtige Spur“. Josefine Preuß beginne „zu laut, zu grell, zu comedyhaft“ und übertreibe „ihr typischen Grimassenspiel (im Spiel). Dass sie es anders“ könne, zeige sie zwar „in Szenen, in denen es ans emotional Eingemachte“ gehe, „aber selbst in diesen Situationen bleib[e] ihr Spiel äußerlich“. Das falle „umso mehr auf, als ihre Partnerin Barbara Auer“ sei. Auer rücke „ihre Rosalinde nie in die Nähe einer Buhfrau“, aber am Ende sei „ihre Pflegedienstleiterin auch keine Frau für eine Happy-End-Umarmung. Distanz, Würde, Respekt und zu guter Letzt ein Hauch Ironie“, seien „die Werte von Schwester Rosalie. Auer bring[e] sie konsequent ein. Überzeugend [sei] auch Heidy Forster als die alte, demenzkranke Frau“.
Auf der Seite kino.de setzte sich Tilmann P. Gangloff mit dem Film, dem er fünf von fünf möglichen Sternen gab, auseinander und stellte fest: „Das ist eine wunderbar gespielte, humorvoll und gleichzeitig nachdenklich sowie mit genau dem richtigen Tempo erzählte Komödie. Uneingeschränkter Star des Film [sic!] ist Josefine Preuß, die Rollen wie diese natürlich, lebensnah und restlos überzeugend verkörpert; ganz gleich, ob Lotta schmollt oder wie ein Derwisch durchs Seniorenheim tobt und die meisten Bewohner mit ihrer Lebensfreude ansteckt.“ Barbara Auer sei „eine großartige Gegenspielerin für ihre energiegeladene junge Kollegin, weil sie das überschäumende Temperament von Josefine Preuß mit in sich ruhender Gelassenheit und nuanciertem Spiel“ ausgleiche. Abschließend schrieb der Kritiker: „Rogall hat eine Vielzahl schöner Szenen ersonnen, in denen sich dank Edzard Onnekens Regie auch die alten Herrschaften (unter anderem Lissy Tempelhof, Friedrich Schoenfelder und Peter Gavajda) immer wieder profilieren können. Die schönsten Rollen haben dabei Jockel Tschiersch als einstiger Rock-Sänger, der nun verbittert im Rollstuhl sitzt, und Heidy Forster als großmütterliche Freundin Lottas, deren Demenz immer wieder zu berührenden Momenten führt.“

### Auszeichnung
Josefine Preuß war 2010 für den Günter-Strack-Fernsehpreis nominiert.